# 2317 Galya
2317 Galya је астероид главног астероидног појаса са средњом удаљеношћу од Сунца која износи 2,524 астрономских јединица (АЈ).
Апсолутна магнитуда астероида је 13,42.